# Radenac
Radenac [ʁadnak] est une commune française située dans le département du Morbihan, en région Bretagne.

## Géographie

### Situation

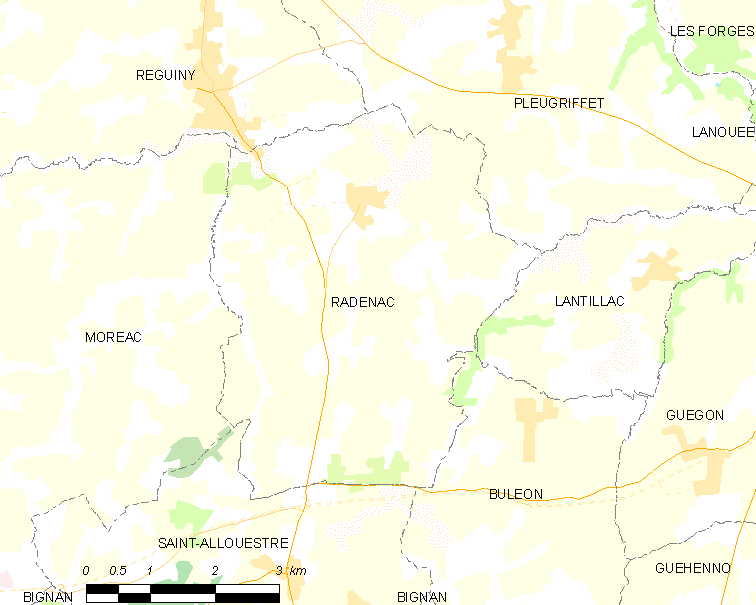
Carte de la commune de Radenac.

| Réguiny |                  | Pleugriffet |
| Moréac  | Radenac          | Lantillac   |
|         | Saint-Allouestre | Buléon      |

### Description
Radenac, située nettement au nord des Landes de Lanvaux, occupe une partie du plateau de Rohan, lequel est à cet endroit en pente douce vers le nord. Les dénivelés sont peu importants au sein du finage communal : les points les plus élevés sont au sud dans la Lande de la Vachegare, atteignant 131 mètres d'altitude près de Kerentrec'h et les points les plus bas à la limite nord de la commune, descendant jusqu'à environ 80 mètres dans l'angle nord-ouest du territoire commnal, à proximité de l'étang de Réguiny.
Le réseau hydrographque est constitué par de modestes cours d'eau : le ruisseau de Bonvallon, à la limite nord de la commune (il sépare celle-ci de celle de Réguiny) ; son affluent de rive gauche, le ruisseau du Moulin de Radenac, traverse la partie occidentale de la commune, passant à l'ouest du bourg ; le ruisseau du Pont de Kerropert et son affluent de rive droite le ruisseau du Pont Cassac servent en partie de limite ouest à la commune, séparant celle-ci de Moréac ; tous sont tributaires de l'Ével (affluent de rive gauche du Blavet) et convergent vers le nord-ouest en direction de l'étang de Réguiny et leurs vallées sont peu encaissées par rapport au plateau avoisinant.
À la limite orientale de la commune, le ruisseau de la Ville Oger, qui sépare Radenac de Lantillac, et son affluent le ruisseau de Morian, qui sépare Radenac de Pleugriffet, coulent vers l'Est et sont tributaires de l'Oust et font donc partie du bassin hydrographique de la Vilaine.
L’étang de Radenac, aménagé en 1995, s'étend sur trois hectares. Situé au sud-ouest du bourg, c'est une propriété communale.
| - Carte topographique de la commune de Radenac. |

### Hydrographie
Pour un article plus général, voir Réseau hydrographique du Morbihan.
La commune est située dans le bassin Loire-Bretagne. Elle est drainée par l'Evel, le Kerropert, le Ville Oger, le ruisseau de Morlan, le ruisseau du Moulin de Radenac et divers autres petits cours d'eau,.
L'Ével, d'une longueur de 52 km, prend sa source dans la commune de Réguiny et se jette  dans le Blavet à Quistinic, après avoir traversé onze communes. 

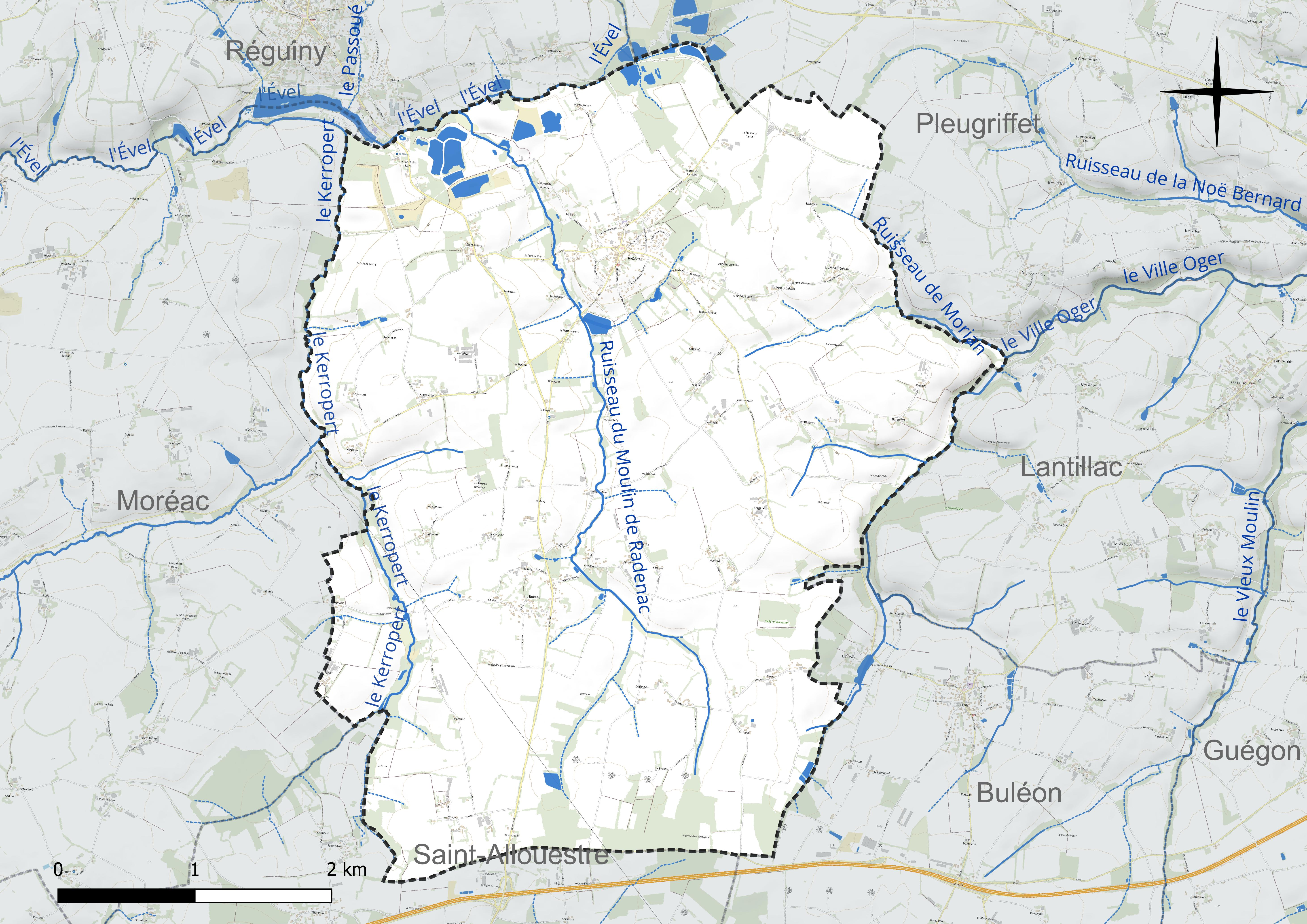
Réseau hydrographique de Radenac.

### Climat
Pour des articles plus généraux, voir Climat de la Bretagne et Climat du Morbihan.
En 2010, le climat de la commune est de type climat océanique franc, selon une étude du CNRS s'appuyant sur une série de données couvrant la période 1971-2000. En 2020, Météo-France publie une typologie des climats de la France métropolitaine dans laquelle la commune est exposée à un climat océanique et est dans la région climatique  Bretagne orientale et méridionale, Pays nantais, Vendée, caractérisée par une faible pluviométrie en été et une bonne insolation. Parallèlement l'observatoire de l'environnement en Bretagne publie en 2020 un zonage climatique de la région Bretagne, s'appuyant sur des données de Météo-France de 2009. La commune est, selon ce zonage, dans la zone « Intérieur Est », avec des hivers frais, des étés chauds et des pluies modérées.  
Pour la période 1971-2000, la température annuelle moyenne est de 11,3 °C, avec une amplitude thermique annuelle de 12,2 °C. Le cumul annuel moyen de précipitations est de 835 mm, avec 13,3 jours de précipitations en janvier et 6,2 jours en juillet. Pour la période 1991-2020, la température moyenne annuelle observée sur la station météorologique la plus proche, située sur la commune de Moréac à 9 km à vol d'oiseau, est de 12,0 °C et le cumul annuel moyen de précipitations est de 1 043,7 mm,. Pour l'avenir, les paramètres climatiques de la commune estimés pour 2050 selon différents scénarios d'émission de gaz à effet de serre sont consultables sur un site dédié publié par Météo-France en novembre 2022.

### Géologie
Plusieurs sablières ont exploité, principalement dans le courant du XXe siècle, le sable du lit majeur du Ruisseau de Bonvallon, à la limite nord de la commune. Des trous d'eau, devenus des étangs, occupent désormais leurs emplacements.
La sablière du Moulin, créée au début du XXe siècle, et exploitant un gisement de sable de couleur ocre datant du Pliocène, exploitée industriellement dès 1975, qui appartenait au groupe Lafarge et produisait 250 000 tonnes de sables, cailloux, graviers et granulats chaque année, a fermé en 2018, ayant épuisé les réserves du site.

### Transports
Radenac est à l'écart des grands axes de circulation routière, même si la voie express RN 24 (axe Rennes - Lorient) passe un peu au sud de la limite méridionale de la commune, qui est toutefois desservie via la D 11, qui traverse du sud au nord la partie ouest de la commune en passant par le village de Saint-Fiacre, par l'échangeur du Point-du-Jour, proche du bourg de Saint-Allouestre. Le bourg de Radenac n'est desservi que par des routes secondaires.

### Habitat
Radenac présente un paysage agraire traditionnel de bocage avec un habitat rural dispersé en écarts formés de hameaux ("villages") et de fermes isolées. Le bourg était traditionnellement de faible importance, mais, bien que la commune soit éloignée des grands centres urbains, une certaine rurbanisation est sensible aux alentours du bourg où un habitat pavillonnaire a essaimé, ainsi qu'aux alentours du hameau de Cassac, la commune conservant toutefois un caractère rural.

## Urbanisme

### Typologie
Au 1er janvier 2024, Radenac est catégorisée commune rurale à habitat dispersé, selon la nouvelle grille communale de densité à sept niveaux définie par l'Insee en 2022.
Elle est située hors unité urbaine et hors attraction des villes,.

### Occupation des sols

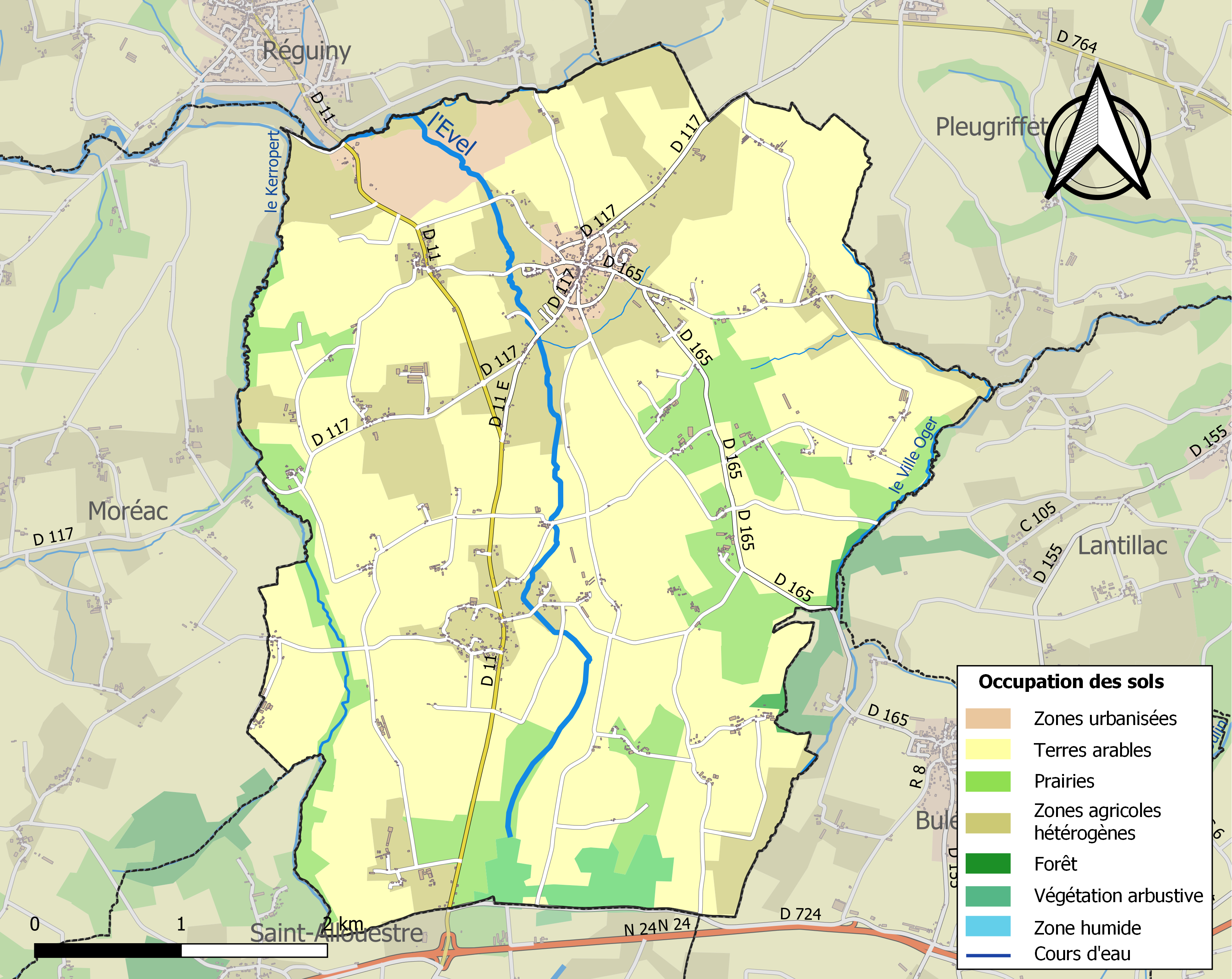
Carte des infrastructures et de l'occupation des sols de la commune en 2018 (CLC).

Le tableau ci-dessous présente l' occupation des sols de la commune en 2018, telle qu'elle ressort de la base de données européenne d’occupation biophysique des sols Corine Land Cover (CLC).
| Type d’occupation                                                                   | Pourcentage | Superficie (en hectares) |
| ----------------------------------------------------------------------------------- | ----------- | ------------------------ |
| Tissu urbain discontinu                                                             | 1,4 %       | 29                       |
| Extraction de matériaux                                                             | 2,5 %       | 54                       |
| Terres arables hors périmètres d'irrigation                                         | 62,0 %      | 1345                     |
| Prairies et autres surfaces toujours en herbe                                       | 12,4 %      | 270                      |
| Systèmes culturaux et parcellaires complexes                                        | 14,6 %      | 316                      |
| Surfaces essentiellement agricoles interrompues par des espaces naturels importants | 5,0 %       | 109                      |
| Forêts de feuillus                                                                  | 0,4 %       | 8                        |
| Forêt et végétation arbustive en mutation                                           | 1,8 %       | 40                       |
| Source : Corine Land Cover                                                          |             |                          |

## Toponymie

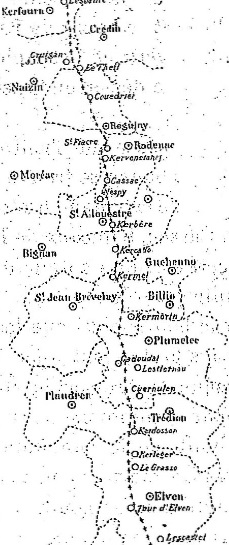
Carte de la limite linguistique entre les langues bretonne et gallèse en 1886 (par Paul Sébillot).

Le nom de la localité est attesté sous les formes Redenac en 1067, Redennac en 1280, Radennac en 1282, Randenac en 1371, Radennac et Radenac en 1387, Radennac en 1516 et Redenac en 1630.
Le toponyme breton donne la signification de ce nom de lieu qui dérive du breton Raden (« fougères »). Le suffixe -eg caractérisant un lieu où la fougère abonde.
Radenac serait donc la « Fougeraie ».
Selon une autre hypothèse, le suffixe « ac » proviendrait du latin -acus (« domaine »)[réf. nécessaire].
Radenac, en gallo, Rad'na.

## Lieux-dits
le moulin ; la villeneuve ; les bois ; le poteau ; les blancs ; les barrieres ; la renaissance ; les rivieres ; les roches blanches ; saint Fiacre ; la croix pierre ; le cosquer ; kergoff ; guillerien ; la mare aux canes ; kerauffret ; saint Armel ; le méné ; kervent ; penhoet ; la noe du bourg ; les claies ; kergal ; kerdehel ; le crano ; quillian ; kerbasco ; resto ; bodnay ; cassac ; coëtdevent ; crehozo ; drenidan ; gastenouet ; grand drenidan ; keralmont ; kerentrech ; kergario ; kerludan ; kermacui ; kernazel ; keropert d'en haut ; kerropert ; kervallo ; kervenallec ; keryaval ; la bottine ; la chaumiere de botnay ; la croix du guerny ; la fontaine au chat ; la mare audran ; la noe du guy ; lande du chataigner guimard ; le clos mat ; le gambris ; le gouledy ; le grand pommier ; le herbon ; le jar à brebis ; le pont de saint Fiacre ; les brousseaux ; les gohigneux ; les poulies ; les stradues ; nespy ; petit drenidan ; pradigots ; saint Trehan.

## Histoire

### Préhistoire et Antiquité
Un dolmen se trouve dans le village de Nespy.
A. Marteville et P. Varin, continuateurs d'Ogée décrivent les retranchements gallo-romains des Rivières :
« On voit en cette commune, près du village des Rivières, un vaste terrain recouvert d'anciennes fortifications ou remparts de terre, entourés de fossés n'ayant pas moins, en certains endroits, de 9 mètres de profondeur. L'un de ceux-ci peut avoir 700 mètres de long. Il parait du reste que le camp établi en ce lieu était garanti par une double enceinte, car dans certains endroits il y a deux fossés parallèles. Enfin quelques enceintes détachées semblent avoir eu pour destination de protéger le camp contre des surprises. On a sans doute trouvé jadis en ces lieux des ouvrages faits à la chaux, car l'endroit a reçu le nom de la Ville-Blanche. Les habitants, enchérissant sur ce nom, prétendent que toute l'enceinte était une véritable ville. Ils indiquent les lieux où furent l'église, les cloîtres, etc. ; enfin une fontaine située dans cette enceinte a reçu le nom de fontaine Saint-Armel. Les enfants qui commencent à marcher sont portés à cette fontaine, pour obtenir, par la vertu de ses eaux, qu'ils subissent heureusement cette première transformation de l'enfance. Non loin de là est une espèce de fondrière où l'on a trouvé jadis des fragments d'instruments en cuivre et de vieilles ferrailles ; le peuple ajoute à ce fait vrai le merveilleux récit de cloches enfouies en ce lieu, et qui sonnent toutes seules pour appeler à la messe à minuit le 25 décembre, nuit célèbre en Bretagne pour toutes les merveilles qu'on lui attribue ». Y a-t-il eu là une petite ville gallo-romaine , ou seulement un camp destiné à protéger la voie romaine allant de Vannes à Corseul ?
Selon un aveu de 1471, Kergrist était au sein de la Vicomté de Rohan, une des 46 paroisses ou trèves de la seigneurie proprement dite de Rohan.

### Moyen-Âge
Radenac, d'origine gallo-romaine, fut une paroisse de l'Armorique primitive englobant, outre Radenac, Buléon, Lantillac et Saint-Allouestre. La paroisse de Radenac dépendait du doyenné de Porhoët , de la vicomté de Rohan et de la sénéchaussée de Ploërmel.
Selon Jean-Baptiste Ogée (mais il se trompe, confondant Radenac avec Rédéné), en 1067, Maeng [Maenyui du Porhoët], évêque de Vannes, aurait donné aux moines de l'Abbaye Sainte-Croix de Quimperlé tout ce qui dépendant de son évêché dans la paroisse de Radenac [en fait Rédéné]. En reconnaissance de ce don, ces Religieux donnèrent au Prélat un cheval et soixante sols, et s'obligèrent à lui donner un repas dans l'année.
Selon un aveu de 1471, Radenac était, au sein de la Vicomté de Rohan, une des 46 paroisses ou trèves de la seigneurie proprement dite de Rohan.
L'ancien manoir de Châteaumabon était une résidence des vicomtes de Rohan, cédée ensuite à la maison de Baud. Ruiné dès la fin du XVe siècle, Châteaumabon fut remplacé par la maison noble de Kernazel (elle disposait du droit de haute justice sur les terres de Saint-Fiacre), qui appartint d'abord à la famille de Lantivy entre 1335 et 1653 (en 1420 à Jean de Lantivy), puis par mariage à la famille de Kerméno. Une description détaillée de la seigneurie de Kernazel, a été rédigée par Théodore Courtaux en 1899.
D'autres seigneuries existaient à Radenac : Keralmont (dans le village de Saint-Fiacre) et Kerbascol (située aux Servaudes, dans la partie sud de la paroisse). Comme celle de Kernazel, elles relevaient aussi de la juridiction du duché de Rohan.

### Temps modernes
Au XVe siècle, vers 1460, il aurait existé un hôpital Saint-Fiacre à Châteaumabon. Saint Fiacre était considéré comme un saint thaumaturge, guérissant notamment le « mal de saint Fiacre » (les hémorroïdes) et les cancers du rectum.
Un registre qui commence en 1655 et qui était conservé dans les archives paroissiales au presbytère de Radenac, relate les recettes de la confrérie de saint Fiacre et les noms des donateurs ; les confrères sont nombreux : des prêtres, des nobles, des bourgeois, des gens du peuple ; en 1655 on recense par exemple 132 pèlerins arrentés, c'est-à-dire qui se sont engagés à verser une somme d'argent tous les ans. Le 28 juin 1645 le pape Innocent X daigna lancer une bulle en faveur de cette confrérie. L'agglomération groupée autour de la chapelle portait le nom de ""bourg de Saint-Fiacre-Châteaumabon", l'appellation de bourg montrant l'importance du pèlerinage et de la confrérie.
Deux frairies existaient vers le milieu du XVIIIe siècle, l'une au bourg, l'autre à Saint-Fiacre. La paroisse comptait alors 4 chapellenies : celle d'Olivier Allanic à l'autel du Rosaire, celle de Kernazel (fondée en 1541 par Jacques de Lantivy), et deux autres, ainsi que plusieurs fondations.
Jean-Baptiste Ogée décrit ainsi Radenac en 1778 :

« Radenac ; à 7 lieues deux tiers au Nord de Vannes, son évêché ; à 16 lieues et demie de Rennes ; et à 2 lieues de Josselin, sa subdélégation. Cette paroisse, dont la cure est à l'alternative, ressortit à Ploërmel et compte 950 communiants. Spn territoire, d'une superficie plane, offre à la vue des terres cultivées, des prairies, des arbres à fruits et des landes. »

### Révolution française
En 1790, Radenac est érigé en commune du canton de Réguiny, puis intègre le canton de Rohan.
Le 12 brumaire an III (2 novembre 1794) l'agent national de Josselin écrit au Comité de salut public que « les municipalités de Cruguel, Plumelec, Saint-Jean, Bignan, Buléon, Radenac, Pleugriffet, Réguiny et Credin ne peuvent plus faire exécuter les lois, ni ordonner les réquisitions des grains, fourrage et charrons. Les brigands |chouans] rôdent dans ces communes et les en empêchent. Ils menacent tous les individus qui désireraient y obtempérer de les assassiner eux et leurs familles et d'incendie leur domicile ».

### LeXIXesiècle
Bonaparte, alors Premier Consul, demande le 15 prairial an XI (4 juin 1803 à son ministre de la justice Régnier de demander des renseignements sur les maires et curés de Radenac des communes voisines, « ainsi que sur la situation de l'esprit public de ces communes et ceux des habitants qui pourraient être soupçonnés » de correspondre avec Georges Cadoudal.

#### La reconstruction de l'église paroissiale
L'église paroissiale est reconstruite entre 1815 et 1825 par le recteur Benoît Le Breton sur les bases d'une église construite en 1767.
Une première cloche de 385 Kg (fondue par Guillaume Viel à Villedieu) est installée dans le clocher en 1820. Deux autres cloches de 175 Kg et 285 Kg (également fondues à Villedieu) la rejoignent en 1826. Ces cloches furent remplacées en 1963 par des cloches de 550 Kg (SOL), 400 Kg (LA) et 300 Kg (SI).
Le retable et le maître-autel, plus le décor de boiseries du chœur avec une toile peinte et 4 statues en bois datant du XVIIe siècle sont classés parmi les Monuments Historiques en date du 4 mars 1966.

#### Description de Radenac au milieu duXIXesiècle
A. Marteville et P. Varin, continuateurs d'Ogée, décrivent ainsi Radenac en 1853 : 

« Radenac (sous l'invocation de saint Pierre et de saint Paul) ; commune formée de l'ancienne paroisse de ce nom, aujourd'hui succursale. Outre l'église paroissiale, il y a dans cette commune la chapelle de Saint-Fiacre. Le 30 août a lieu la fête du patron ; c'est l'occasion d'un pèlerinage autrefois très fréquenté et maintenant encore assez suivi. Cette chapelle est vaste, bâtie en pierres de taille et l'on pense qu'elle a appartenu à l'Ordre du Temple. Cette opinion ne s'appuie d'aucunes preuves, mais on a tout lieu de croire que jadis une maison religieuse a dû être jointe à la chapelle de Saint-Fiacre. Du reste, ici comme sur plusieurs autres points de la Bretagne, il est à remarquer que ce saint a été choisi pour patron d'une fontaine. Celle de Radenac est entourée d'une ornementation en pierre de taille, et d'un couronnement que supportent quatre colonettes, également en granite. L'ancien fief de Kernusel [Kernazel], qui paraît avoir été un château, sert aujourd'hui de maison de ferme. Il en est de même du lieu de Keralmon. (...) Géologie : schiste argileux. On parle le français. »

#### Radenac à la fin duXIXesiècle
En 1889 l'école laïque de Radenac compte 4 élèves alors que l'école privée catholique en comptait 70.
Le cahier de paroisse signale que le nouveau cimetière fut béni le 18 juin 1899 par Mr. L'Abbé Le Piouffle, alors recteur de Radenac et que le calvaire se trouvait dans l'ancien cimetière (autour de l'église). Ce calvaire sera par la suite (en 1968) déplacé de la place centrale vers le presbytère.

### LeXXesiècle

#### La Première Guerre mondiale
Le monument aux morts de Radenac porte les noms de 64 soldats morts pour la France pendant la Première Guerre mondiale. Deux sont morts en Belgique ; presque tous les autres sur le sol français dont cinq au moins (Joachim Gauthier, Alexandre Grignon, Jean Huby, Joseph Le May et Alexandre Lemétayer) ont été décorés de la Médaille militaire et de la Croix de guerre. François Pasco est mort en captivité en Allemagne.

#### La Seconde Guerre mondiale
Le monument aux morts de Radenac porte les noms de 10 personnes mortes pour la France pendant la Seconde Guerre mondiale. Joseph Le Clainche, soldat au 24e régiment d'infanterie, a été tué le 22 juin 1940 à Urmatt (Bas-Rhin) ; Eugène Kerléau, résistant, est mort au camp de concentration de Neuengamme le 4 février 1945 ; Pierre Garaud, soldat au 337e régiment d'infanterie, est mort en captivité en Allemagne, tué par balles, le 5 février 1945.
Le dimanche 10 juin 1944, alors que le débarquement de Normandie a eu lieu quatre jours plus tôt, des agents de la Gestapo font une rafle à Radenac : dans le village de Cassac, ils capturent Eugène Kerléau, ensuite déporté au camp de concentration de Neuengamme où, âgé de seulement 19 ans, il décède le 4 février 1945 ; dans le village de Guillerien, Pierre Baucher, 22 ans, est tué d'une rafale de mitraillette alors qu'il tentait de s'évader ; trois autres résistants FFI (André et Baptiste Chamaillard, ainsi qu'Onésime Gravier) parviennent in-extrémis à s'échapper.
Un autre résistant originaire de Radenac est tué quelques jours plus tard : Raymond Garaud, du village de Kerroper, tué le 13 juillet 1944 en même temps que 18 de ses camarades au maquis de Kerihuel en Plumelec. Pierre Lorent, du village de Kerdehel, qui fut lui aussi résistant FFI, fut tué le 15 juillet 1944 aux environs de Saint-Maur dans le département de l'Indre.

#### L'après Seconde Guerre mondiale
Un soldat originaire de Radenac est mort pour la France pendant la guerre d'Indochine (Adrien Le Toquin) et un pendant la guerre d'Algérie (Jean-Baptiste Le Faucheux).

### LeXXIesiècle
En 2017, Marine Le Pen a obtenu à Radenac, 54,14 % des voix (290 voix) au second tour de l'élection présidentielle (devançant donc largement Emmanuel Macron), ce qui est le record pour les communes de la région Bretagne.

## Politique et administration
| Période                                  | Période  | Identité            | Étiquette | Qualité                                          |
| ---------------------------------------- | -------- | ------------------- | --------- | ------------------------------------------------ |
| 1977                                     | 2001     | Joseph Le Breton    |           | Géomètre. Il a effectué 3 mandats de maire.      |
| 2001                                     | 2008     | Jean-Michel Goubiou |           | Gendarme                                         |
| 2008 Réélu en 2014 et 2020               | En cours | Bernard Le Breton   | DVD       | Géomètre, Président de la Communauté de communes |
| Les données manquantes sont à compléter. |          |                     |           |                                                  |

## Démographie
L'évolution du nombre d'habitants est connue à travers les recensements de la population effectués dans la commune depuis 1793. Pour les communes de moins de 10 000 habitants, une enquête de recensement portant sur toute la population est réalisée tous les cinq ans, les populations de référence des années intermédiaires étant quant à elles estimées par interpolation ou extrapolation. Pour la commune, le premier recensement exhaustif entrant dans le cadre du nouveau dispositif a été réalisé en 2006.
En 2022, la commune comptait 1 067 habitants, en évolution de +1,33 % par rapport à 2016 (Morbihan : +3,82 %, France hors Mayotte : +2,11 %).
| 1793 | 1800 | 1806 | 1821 | 1831 | 1836 | 1841 | 1846  | 1851 |
| ---- | ---- | ---- | ---- | ---- | ---- | ---- | ----- | ---- |
| 996  | 708  | 996  | 903  | 866  | 916  | 930  | 1 017 | 999  |

| 1856 | 1861 | 1866 | 1872 | 1876 | 1881  | 1886  | 1891  | 1896  |
| ---- | ---- | ---- | ---- | ---- | ----- | ----- | ----- | ----- |
| 961  | 957  | 988  | 962  | 989  | 1 035 | 1 072 | 1 072 | 1 145 |

| 1901  | 1906  | 1911  | 1921  | 1926  | 1931  | 1936  | 1946  | 1954  |
| ----- | ----- | ----- | ----- | ----- | ----- | ----- | ----- | ----- |
| 1 177 | 1 230 | 1 280 | 1 158 | 1 164 | 1 170 | 1 155 | 1 191 | 1 073 |

| 1962  | 1968  | 1975 | 1982 | 1990 | 1999 | 2006 | 2011  | 2016  |
| ----- | ----- | ---- | ---- | ---- | ---- | ---- | ----- | ----- |
| 1 049 | 1 004 | 903  | 807  | 832  | 825  | 932  | 1 001 | 1 053 |

| 2021  | 2022  | - | - | - | - | - | - | - |
| ----- | ----- | - | - | - | - | - | - | - |
| 1 067 | 1 067 | - | - | - | - | - | - | - |

## Culture et patrimoine

### Lieux et monuments

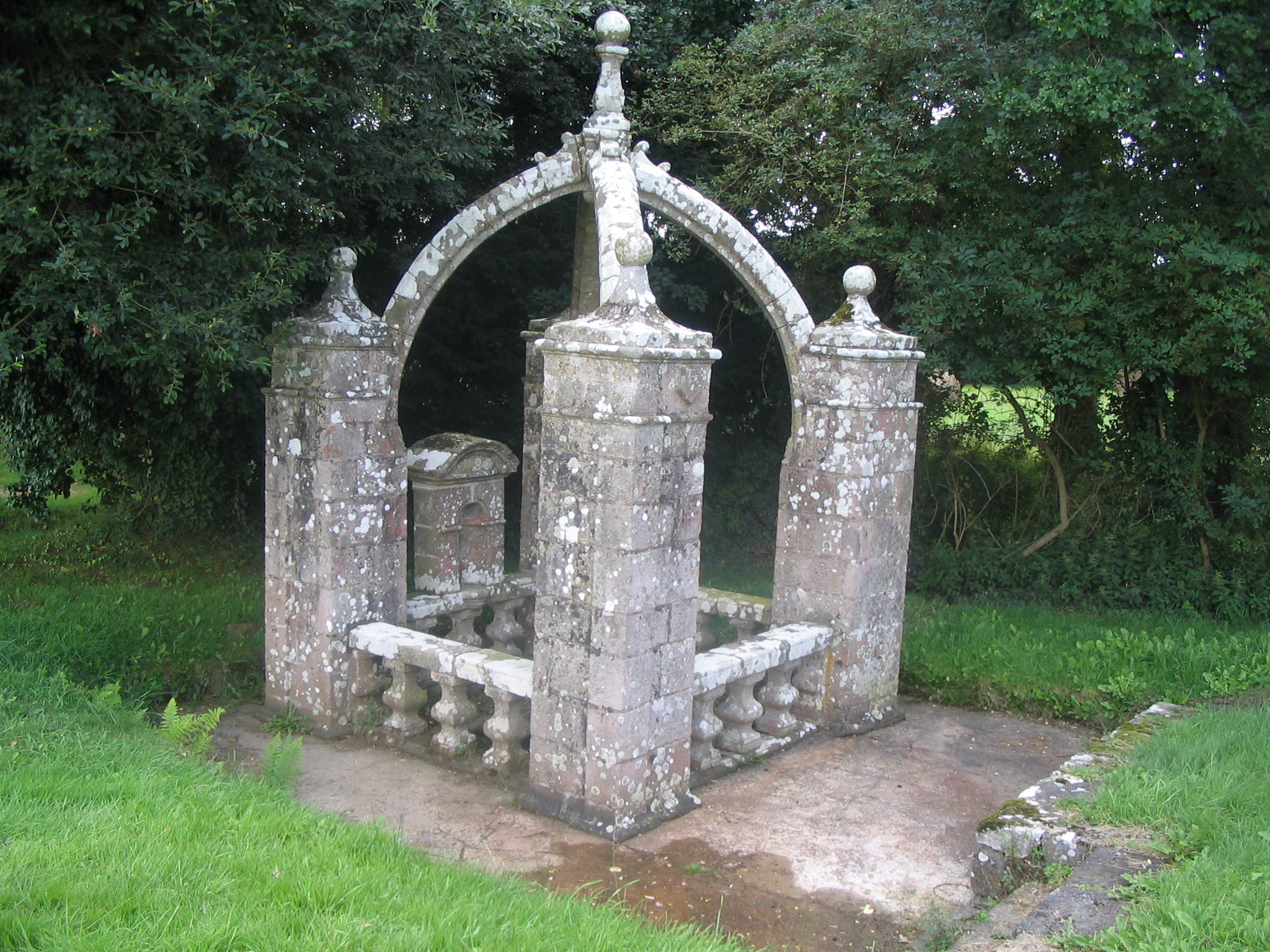
Fontaine Saint-Fiacre.

- La chapelle Saint-Fiacre et sa fontaine ; gîte rural à proximité[42] ( Classé MH (1931)).

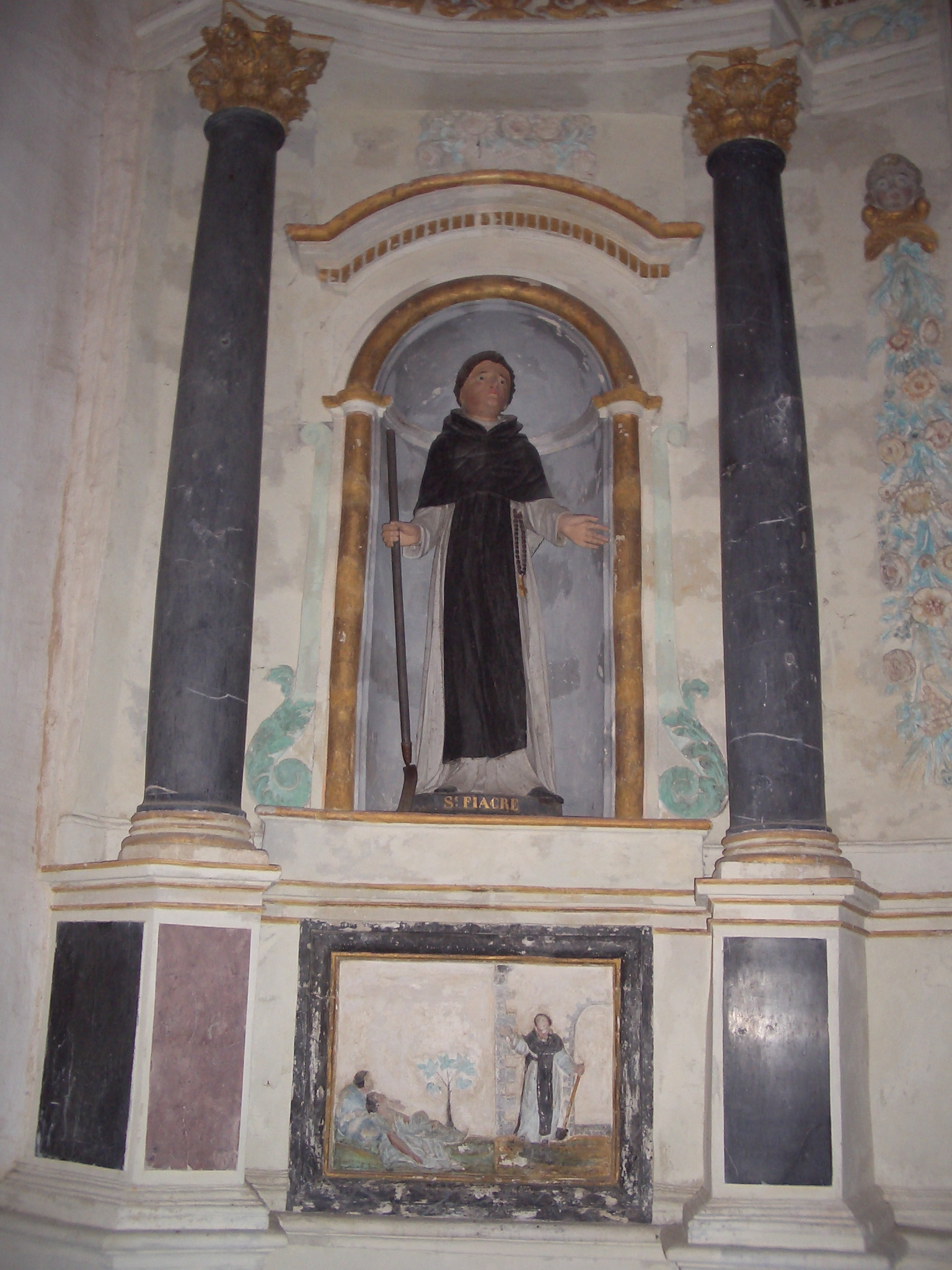
Un des autels de la chapelle Saint-Fiacre de Radenac : statue de Saint Fiacre.

- La fontaine Saint-Fiacre, construite au XVIIe siècle ( Inscrit MH (1933)).
- L'église paroissiale Saint-Pierre-et-Saint-Paul, en forme de croix latine, reconstruite entre 1815 et 1825. Son clocher, qui date de 1767, qui appartenait à l'église précédente, a été conservé.

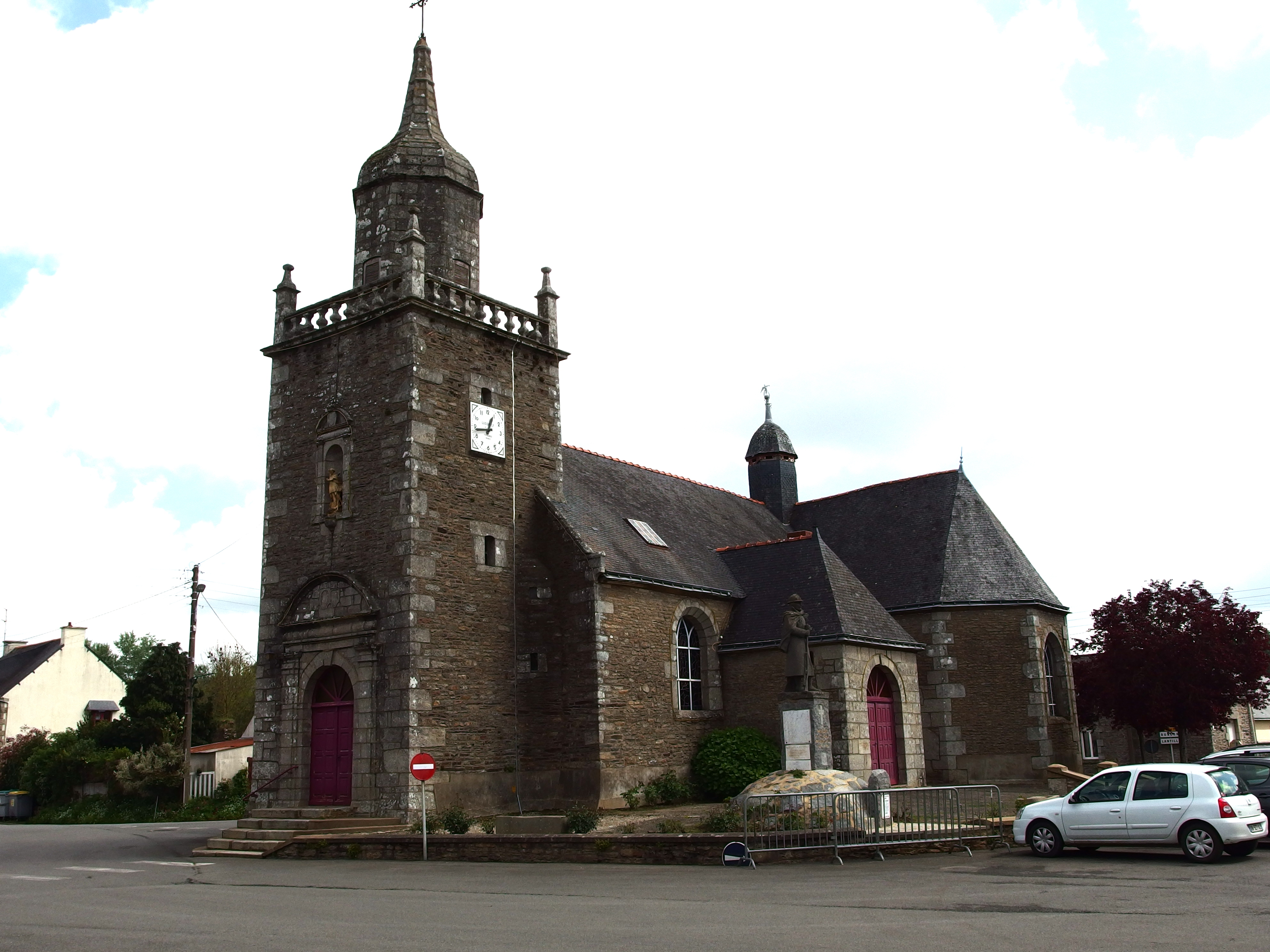
Église Saint-Pierre-et-Saint-Paul : vue extérieure d'ensemble.
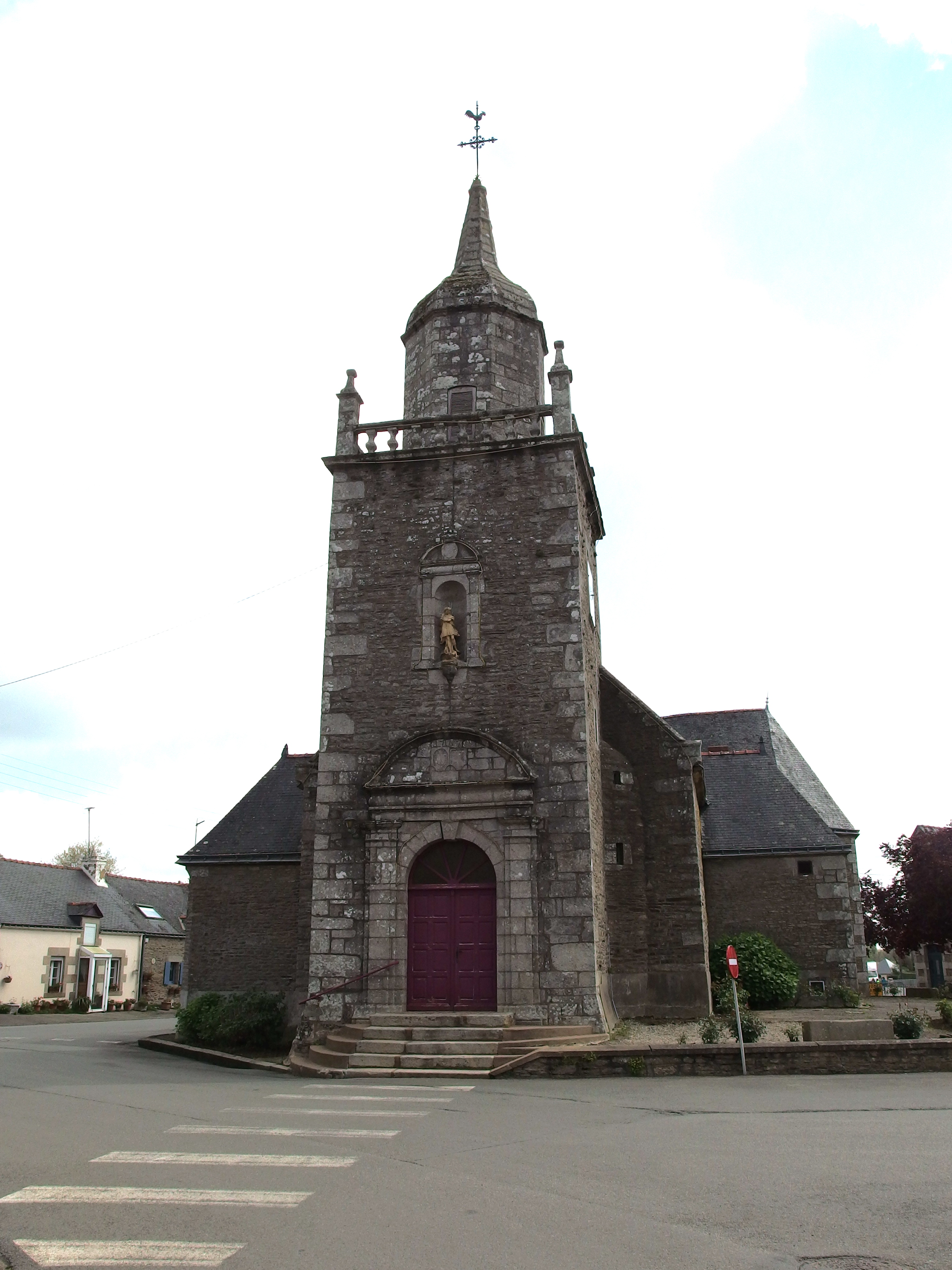
Église Saint-Pierre-et-Saint-Paul : la façade.
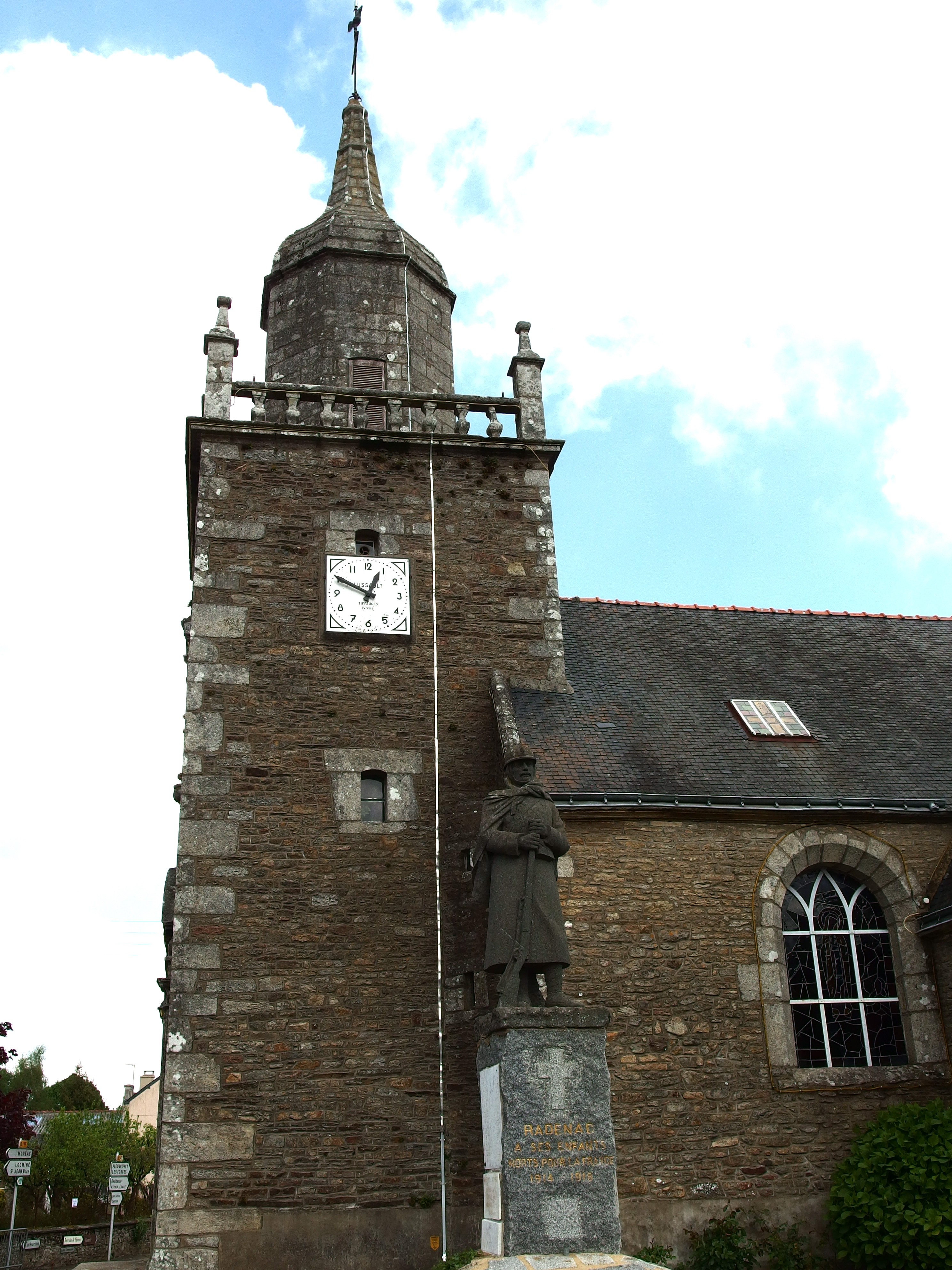
Église Saint-Pierre-et-Saint-Paul : le clocher.
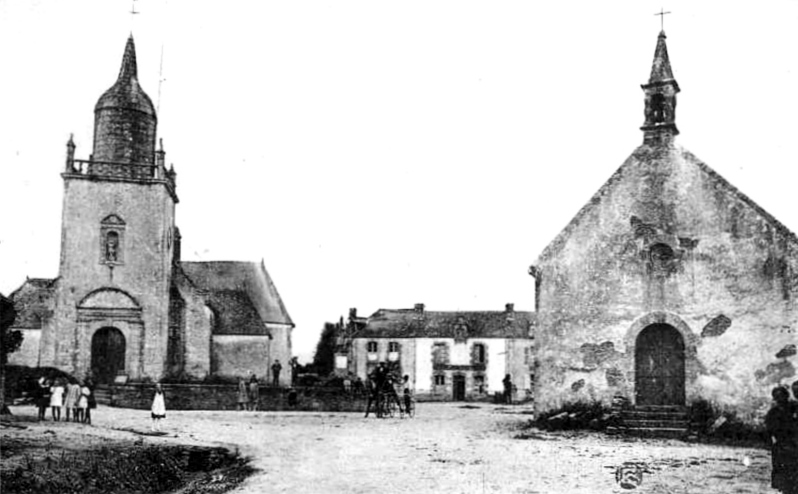
l'église paroissiale et la chapelle Notre-Dame (Chapelle de la "Congrégation") vers 1930 (carte postale).

- La chapelle Notre-Dame, dite "chapelle de la congrégation", située dans le bourg, datait d'avant 1930 (disparue depuis le 8 mars 1953).
- La fontaine Saint-Armel, qui date probablement du XIe siècle.

### Blasonnement
|  | Les armoiries de Radenac se blasonnent ainsi : Ecartelé : au premier d'argent aux trois mouchetures d'hermine de sable à plomb rangées en bande, au deuxième de gueules aux cinq macles d'or ordonnées en croix, au troisième de sable à la main bénissante de saint Guillaume d'or, au quatrième de sinople à la chapelle Saint-Fiacre d'argent maçonnée et couverte de sable, soutenue d'une trangle ondée cousue d'azur ; sur le tout le plan stylisé de la commune d'or. |

## Personnalités liées à la commune

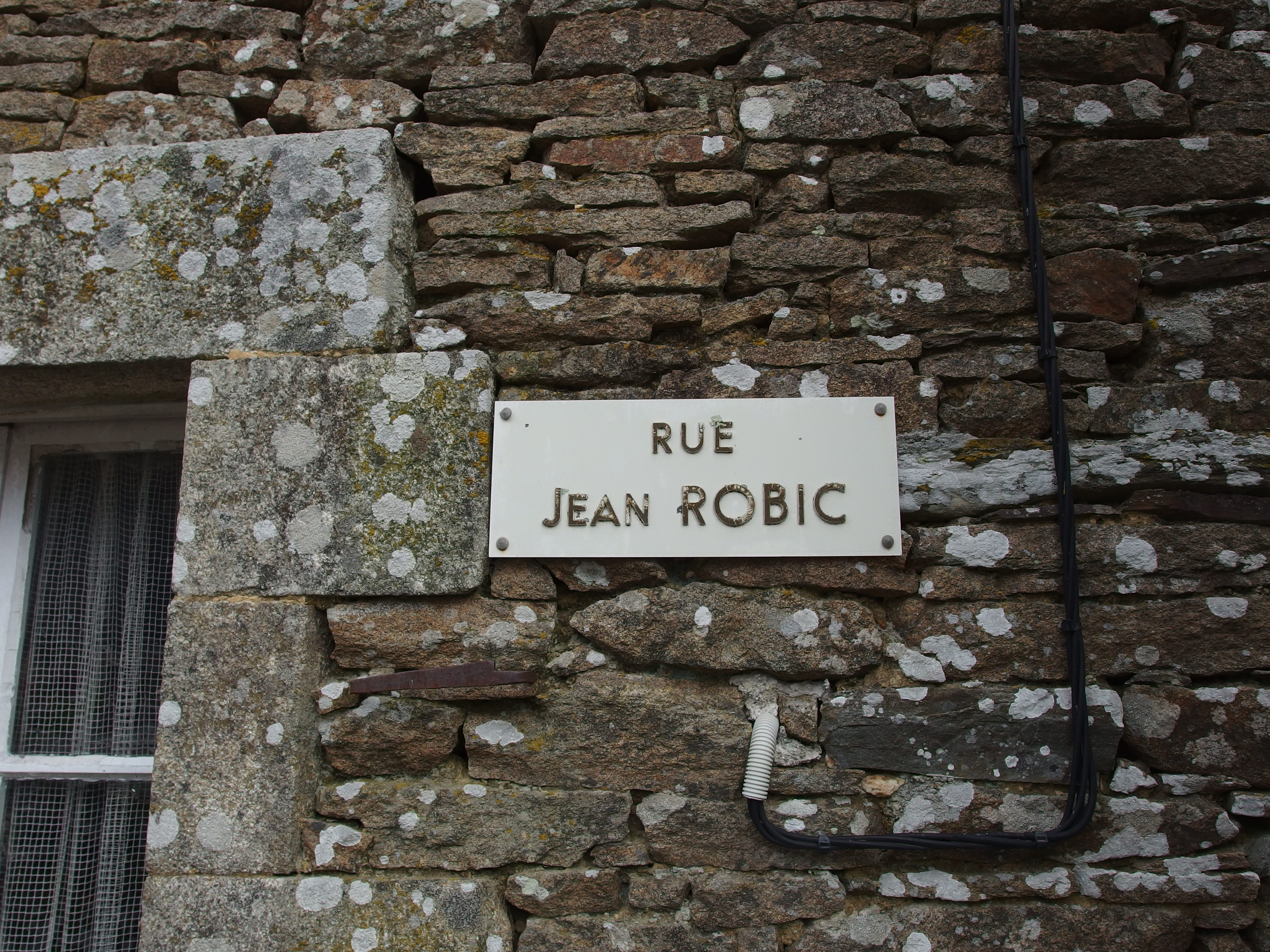
La rue Jean Robic.

Le coureur cycliste Jean Robic, né le 10 juin 1921 à Vouziers (Ardennes) et décédé dans un accident automobile le 16 octobre 1980, a vécu sa jeunesse à Radenac où son père tenait un magasin de cycles. Vainqueur du Tour de France en 1947, la commune lui a rendu hommage en créant la rue Jean-Robic où existe toujours la maison de son enfance. Elle se situe derrière l'église, où il officia en tant qu'enfant de chœur.
Le 28 juin 2021 le Tour de France cycliste est passé par Radenac, saluant ainsi la mémoire de Jean Robic.